# 패트릭 유잉
패트릭 앨로이셔스 유잉(영어: Patrick Aloysius Ewing, 1962년 8월 5일 ~ )은 전 미국의 농구 선수이자 현 뉴욕 닉스 홍보대사이다.  1984년 하계 올림픽에서 금메달을 딴 후, NBA에 입단하여 뉴욕 닉스의 루키(Rookie)가 되어 15년 동안 활약하였다.  1992년 하계 올림픽에는 프로 선수 자격과 함께 드림 팀의 일원으로 참가하여 금메달을 획득하기도 하였다.  2000년 시애틀 수퍼소닉스로 이적하였다가, 그 후 올랜도 매직에 가입하여 1년 만에 은퇴하였다.
해마다의 근거에 부인되었어도 그는 NBA 챔피언십의 냉혹하고 끈기가 있었다.  가장 좋은 슈팅 가드들 중의 하나로서 활약한 그는 닉스의 거의 모든 중요한 분류에서 지도력 있는 선수와 24,815 포인트와 함께 경기의 13번째 사상 득점과 함께 경기를 떠났다.

## 어린 시절

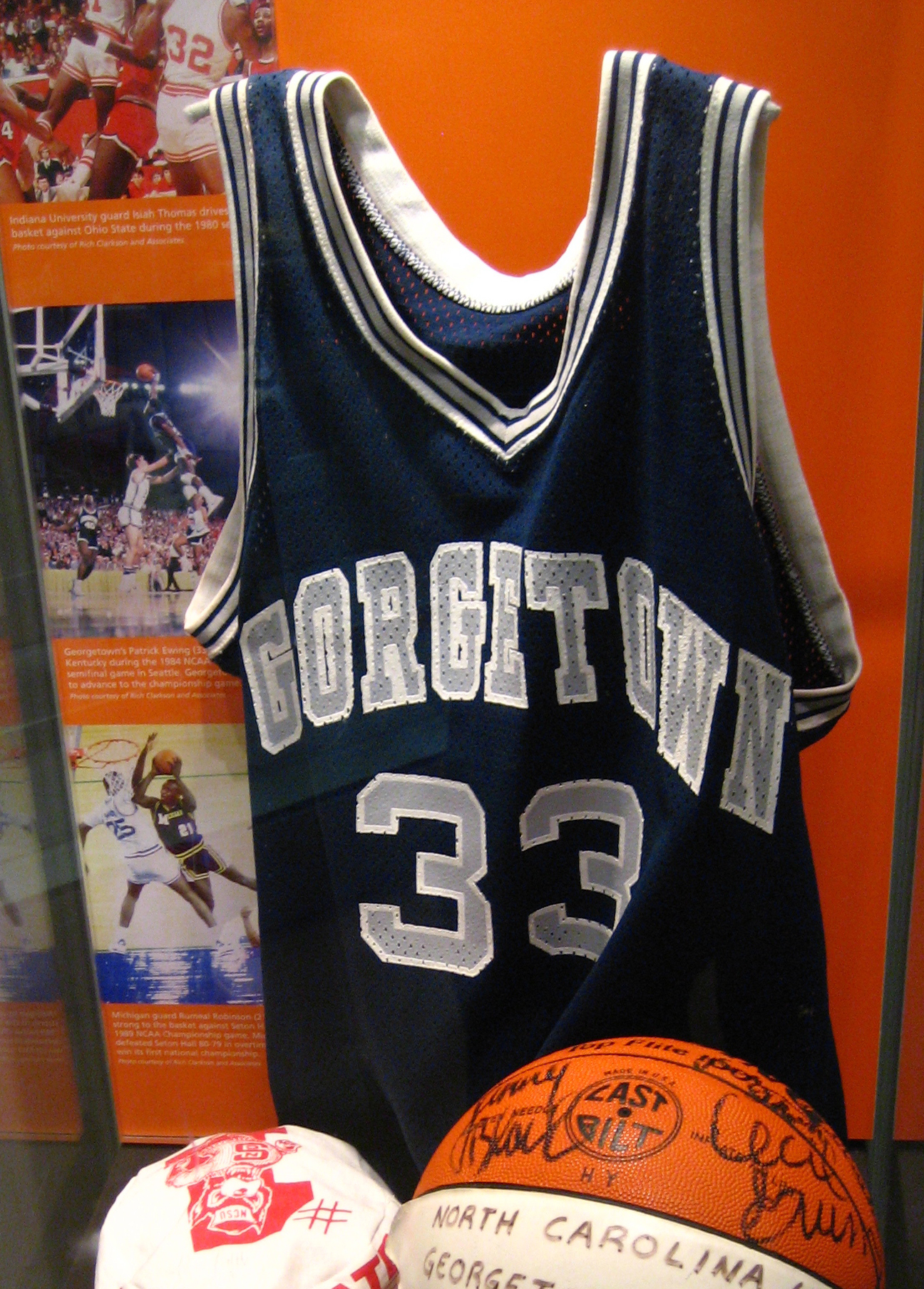
유잉의 조지타운 대학교 농구 팀 유니폼

자메이카 킹스턴에서 태어난 유잉은 어린 시절 크리켓과 축구에서 두각을 보였다.   11세의 나이로 미국 매사추세츠주 케임브리지에 있는 가족에게 가면서 미국으로 이주하였다. 그는 케임브리지 린지 앤 라틴 스쿨에서 농구를 배웠다. 
중학 시절 6 피트 10 인치의 신장에 도달한 그는 농구 경기로 소개될 때 시초적으로 코트에 어색하였다.  장신이 학교에서 농구를 하는 동안 학교 감독 마이크 자비스는 유잉에 관하여 "더 나은 공격에서 그는 다음의 빌 러셀이 될 것이다"라고 알하였다.  그가 거대하게 징집되면서 많은이들도 비슷한 생각들을 가졌으며, 자신의 농구 경력을 통하여 대중매체의 주의의 초점이었다. 
워싱턴 D.C.에 있는 조지타운 대학교로 진학하면서 대학 재학 중에 미국 시민권을 획득했다.  유잉의 프로 경력은 조지타운 대학교에서 최고의 4년에 의하여 예언되었다.  자신의 팀 성취들의 곁으로 그는 주니어와 시니어로서 파이널 포 가장 현저한 선수로 임명은 물론, "스포팅 뉴스 올해의 대학 선수" 상과 네이스미스 상을 수상하였다.
하킴 올라주원, 마이클 조던과 찰스 바클리를 포함한 많은 자신의 같은 시기의 선수들이 NBA에 가입하려고 일찍이 대학을 떠났어도 유잉은 전부의 4년을 머물고 예술학에서 학위를 취득하였다.

## NBA 경력

### 뉴욕 닉스 (1985년 ~ 2000년)

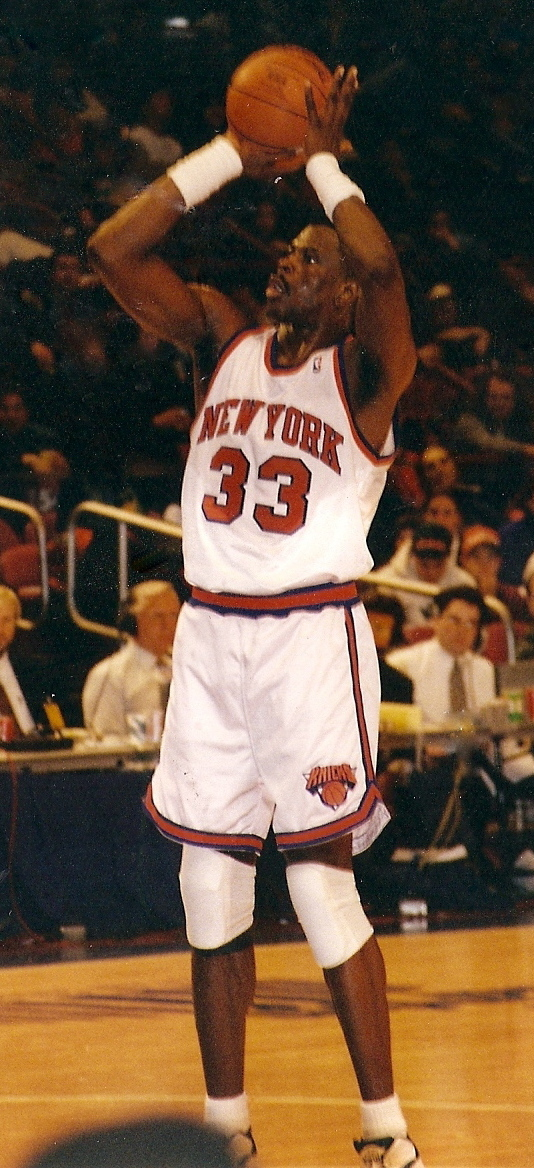
뉴욕 닉스 선수 시절의 유잉

그의 인내심은 자신의 서비스가 거의 1985년 처음이자 마지막 NBA 드래프트 추첨 분배와 함께 그의 서비스가 거의 웅장한 균형을 위하여 동경으로서 결말을 지었다.  스포츠 일러스트레이티드에서 이야기한 대로 로스앤젤레스 클리퍼스의 회장 앨런 로센버그와 총장 칼 시어는 그의 드래프트 권리들을 우승하는 팀의 기회를 강화하는 데 조화에서 유잉의 이름을 찬송하는 데 하시딕 랍비들에게 유잉의 등번호 33을 명단에 놓은 농담을 하였다.
새로운 추첨 분배 시스템은 드래프트에서 첫 선발에 기회를 얻는 데 경기에 감사로부터 팀들을 낙담하는 데 안출하였다.  전부의 플레이오프를 활약하지 않은 팀들은 선발의 명령을 결심하는 데 추첨 분배에 참가하려고 하였다.  하지만 그 소개에서 부작용은 소사건과 비슷하였다.  2개의 팀들 만이 승부를 가리기 위하여 동전을 튀어올리는 것보다 추가적인 팀들이 과대 선전을 증가시켰다.  첫 추첨 분배에서 동전을 튀어올리는 것보다 더욱 친근적인 텔레비전 방송이 어머니의 날 뉴욕의 월도프 애스터리아 호텔로부터 방영되었다.
연루된 7개의 팀의 3번째로 최악의 기록과 함께 한 뉴욕 닉스는 추첨 분배를 이기고, 존경할 만한 낡은 프랜차이즈의 재탄생이 넘겨졌다.
닉스는 명백하게 다른 추첨 분배의 팀들 만큼 가능한 프랜차이즈의 센터 유잉을 원하였다.  하지만 닉스를 위한 기대들은 약간 달랐다.  많은 팬들은 아직도 윌리스 리드와 월트 프레이저가 1970년과 1973년 닉스의 챔피언십 팀들을 이끌 때 평온한 시대를 기억하였다.
현실에서 팀은 존경적보다 더욱 많았다.  유잉의 도착 이전에 빌 카트라이트가 전체의 시즌을 놓치고, 버나드 킹이 심각한 무릎 부상을 겪었어도 7 피트 1 인치 카트라이트와 충격적인 킹에 의하여 이끌어진 뉴욕 닉스는 이전의 5년 동안 플레이오프 팀의 쓰리로 지내왔다.  카트라이트와 킹이 출전을 못하게 되면서 팀의 진보는 기록이 극적으로 떨어져 팀을 유잉을 징집하는 자리에 놓았다.  
유잉은 아직도 프랜차이즈의 구원자로서 예상되었다.  그의 부담은 무릎 부상과 아직도 출전 못하는 킹과 2개의 경기들 만을 활약한 카트라이트 없이 자신의 루키 시즌에서 기대된 것보다 더욱 무거웠다.  팀을 개조하는 데 시간이 걸렸으나 유잉은 즉시의 성공이었다.  자신을 올스타 경기를 놓치는 원인을 가져오기도 한 무릎 부상의 이유로 유잉이 32개의 경기들을 놓쳤어도 1964년 ~ 65년 시즌에 윌리스 리드 이래 그는 한 경기에 20 포인트와 9 리바운드를 평균하여 "올해의 NBA 신인 선수" 상을 사로잡는 데 첫 닉스 선수가 되었다.
유잉은 대학 시절에 공격적인 용맹으로 알려지지 않았으나 한번은 프로 랭크에서 자신의 득점하는 능력과 함께 많은이들을 놀라게 하여 결국적으로 멈춰질 수 없는 베이스 라인의 점퍼로 개발하였다.
유잉의 2번째 해에 킹은 6개의 경기만을 활약하고, 3위에 위하여 워싱턴 불리츠와 활약하고 있었다.  유잉은 또한 파워 포워드의 다수를 활약하고 어쩌다 2개의 센터 정렬에서 카트라이트와 팀을 이루었다.  닉스가 서서히 확실한 선수를 모으면서 강한 수에 들어왔다.
자신의 3번째 해에 NBA에서 유잉은 득점에서 20위 (20.0 포인트), 필드골 퍼센티지에서 9위 (.555)와 블록 슛에서 3위 (2.99)를 하였다.  보스턴 셀틱스가 첫 라운드에서 닉스를 3 대 1로 꺾은 4개의 시즌들에서 자신들의 플레이오프 지위로 닉스를 지도한 시즌을 대비하여 릭 피티노가 총감독으로서 차지하였다.  시리즈에서 유잉은 한 경기에 18.8 포인트와 12.8 리바운드를 공헌하였다.  유잉은 또한 1988년 자신의 2번째 올NBA 세컨드 팀 출연을 이루고 시즌의 말기에 올디펜시브 세컨드 팀과 올NBA 세컨드 팀 둘다에 임명되었다.  
1988년 ~ 89년 시즌에 다음 10년을 위하여 유잉의 결국적 심복 파워 포워드 33번 찰스 오클리를 위하여 카트라이트가 시카고 불스로 이적되면서 유잉은 3번째로 올스타가 되었고, 올NBA 세컨드 팀과 올디펜시브 세컨드 팀 둘다에 자신의 2연속 지위를 얻었다.  총감독으로서 릭 피티노의 2번째와 최종의 시즌에서 닉스는 52 승 30 패의 기록과 함께 애틀랜틱 디비전을 우승하였다.
NBA에서 유잉은 득점에서 12위 (22.7 포인트), 블록 슛에서 3위 (3.51), 필드골 퍼센티지에서 4위 (.567)와 리바운드에서 20위 (9.3)를 하였다.  뉴욕 닉스는 6개의 경기에서 시카고 불스에게 패하기 전 동부 컨퍼런스 준결승전으로 진출하였다.  불스를 상대로 유잉은 21.3 포인트와 10.0 리바운드를 평균하여 21 포인트, 11 리바운드와 5 블록 슛과 함께 5번째 경기를 지배하였다.
1989년 ~ 90년 시즌에 유잉은 눈부신 해를 함께 놓아 리그에서 블록 슛에서 2위 (3.99), 득점에서 3위 (경력 사상 28.6 포인트), 리바운드에서 5위 (10.9)와 필드골 퍼센티지에서 6위 (.551)를 하였다.  그는 자신의 4연속 출연을 이루고 처음으로 출발 선수로 투표되었다.  시즌의 말기에 그는 올NBA 퍼스트 팀으로 단 하나의 선발을 얻었다.
유잉은 플레이오프들에서 지속적으로 지배하였다.  첫 라운드에서 셀틱스에게 0 대 2로 떨어진 유잉은 4번째 경기에서 44 포인트, 13 리바운드, 그러고나서 감정적 5번째 경기의 승리에서 31 포인트를 공고한 후 닉스를 심각한 승리로 이끌었다.  하지만 닉스는 동부 컨퍼런스 준결승전에서 디트로이트 피스턴스에 의하여 패하였다.  피스턴스를 상대로 닉스의 3번째 경기 승리에서 45 포인트의 노력에 의하여 강조된 그는 10개의 포스트 시즌 경기들에서 29.4 포인트를 평균하였다.
1991년 ~ 92년 시즌을 대비하여 팻 라일리가 뉴욕 닉스의 총감독으로 차지하였다.  다음 4개의 시즌 동안 위하여 유잉은 닉스가 각해에 최소한 50개의 경기들을 우승하고 1994년 NBA 결승전으로 진출하면서 리그에서 최고 팀들 중의 하나로 머물렀다.  그는 그 기간 동안 두드러지게 철저하여 각해에 한 경기에 최소한 11 리바운드에 내리는 동안 23.9와 24.5 포인트 사이를 평균하였다.
닉스는 애틀랜틱 디비전 정상에 온 셀틱스와 함께 동점을 매긴 1991년 ~ 92년 정규 시즌을 끝냈다.  닉스는 그러고나서 동부 컨퍼런스 결승전으로 진출하여 엄한 7개의 경기 시리즈에서 불스에게 패하였다.  유잉은 포스트 시즌 동안 22.7 포인트와 11.1 리바운드를 평균하였다.
1992년 ~ 93년 시즌에 유잉은 닉스가 60 승 22 패에서 동부 컨퍼런스에서 최고 기록을 닉스를 이끈 후 NBA MVP 상을 위한 비밀 투표에서 4위를 하였다.  7번째로 올스타인 유잉은 NBA에서 경력 사상 한 경기에 21.1과 함께 리바운드에서 7위를 하고, 득점에서 24.2 포인트와 함께 6위를 하였다.
유잉은 1993년 포스트 시즌에서 25.5 포인트와 10.9 리바운드를 평균하였으나 3연속 해를 위하여 닉스는 불스를 꺾을 수 없었다.  닉스는 2 대 0로 간 후, 6개의 경기에서 불스에게 동부 컨퍼런스 결승전을 패하였다.  몇초가 남으면서 닉스의 포워드 찰스 스미스에 의하여 직사열 슛이 쏘아지 때 매디슨 스퀘어 가든에서 5번째 경기 우승 후, 불스에게 추진력이 흔들렸다.
마이클 조던의 첫 은퇴 탈문이 있는 동안 유잉은 1994년 NBA 결승전으로 닉스를 이끌었다.  동부 컨퍼런스 결승전에서 인디애나 페이서스에 우승을 거둔 7번째 경기에서 유잉은 24 포인트와 22 보드를 공고하였다.
결승전은 거대한 센터들이 챔피언으로서 기억될 청훈서였다.  라일리 감독의 활약의 육체적 스타일에 이와 손톱의 전투가 전제로 일어면서 7개의 경기에 아무도 100 포인트를 득점하지 않았다.  매디슨 스퀘어 가든에서 휴스턴 로키츠는 6번째 경기를 빼앗고 결정적인 경기에서 닉스의 슈팅 가드 존 스탁스는 필드로부터 18의 2 슛을 쏘고 로키츠가 90 대 86으로 우승하였다.
유잉을 위하여 그 일은 또다른 좋은 시즌에 분쇄하는 종말이었다.  그는 7연속 해를 위하여 득점에서 24.5 포인트로 닉스를 이끌고 자신의 8번째 NBA 올스타 경기에 참가하였다.  월트 프레이저를 앞서는 데 닉스의 사상 지도력 득점자가 되는 동안 닉스의 공동 주장도 또한 11.2 리바운드와 2.75 블록을 평균하였다.
다음 4개의 시즌 동안 유잉은 20.8 포인트 이하를 평균하지 않았으나 닉스는 페이서스, 불스, 이제 라일리가 감독을 맡은 마이애미 히트에게 동부 컨퍼런스 준결승전을 패하고, 결국적으로 다시 페이서스에게 패하였다.'  
첫 페이서스의 시리즈 패배는 연장전을 강요한 7번째 경기의 감소된 순간에서 핑거롤을 가라앉히는 데 유잉의 실패로 많은이들에 의하여 기억되고 있다.  그러나 많은이들은 5번째 경기에서도 유잉이 닉스를 1 포인트 우승으로 이끌고 탈락으로부터 그들을 구하는 데 2초보다 적게 남으면서 그가 득점한 3 대 1로 내려가면서 그것을 기억하고 있다.  히트의 패배는 5번째 경기 난투가 일어나는 동안 몇몇의 선수들이 벤치를 떠난 것에 출전 정지를 위한 주목할 만하다.  유잉 없이 6번째 경기와 출전 정지를 당한 다른 닉스의 선수들과 함께 한 7번째 경기에서 히트는 시리즈를 우승하러 돌아왔다.
자신의 오른쪽 손목에 찢어진 인대와 함께 유잉은 1997년 ~ 98년 시즌을 거의 놓쳤다.  그는 그 시즌에 복귀할 수 없는 의사의 예측을 무시하였다.  자신의 경력의 나머지를 위하여 자신의 슈팅 동장에서 유잉이 어떤 스냅을 잃었어도 그는 복귀하여 컨퍼런스 결승전에서 페이서스에게 패한 5개의 경기들 만에서 패하는 데 아무 불편을 통하여 활약하였다.
1998년 ~ 99년 시즌이 접근하면서 유잉은 선수 연합의 대표로서 노동 협상들과 소멸되었다.  시즌은  2월까지 연기되었고 50개의 경기 스케줄로 짧아졌다.  시즌의 시작 전에 팀은 스탁스를 골든스테이트 워리어스로, 그리고 오클리를 위한 교환에서 마커스 캠비를 토론토 랩터스로부터 도착에 거래에서 라트렐 스프리웰을 취득하였다.
팀은 위기가 닥쳐왔으나 포스트 시즌 동안 굳어져 8번째 근원으로부터 NBA 결승전에 진출하는 데 처음이자 마지막 팀이 되었다.  유잉은 한 경기에 17.3 포인트를 평균하였으나 페이서스를 상대로 아킬레스건 부상을 겪었다.  유잉 없이 스퍼스의 팀 덩컨과 데이비드 로빈슨은 스퍼스가 5개의 경기들에서 챔피언십을 우승하면서 닉스를 위하여 너무 대단하였다.
유잉과 닉스는 3연속 시즌을 위한 플레이오프들로부터 라일리와 히트를 탈락하면서 1999년 ~ 2000년 시즌에 마지막 하나의 만세를 즐겼다.  그러나 컨퍼런스 결승전에서 페이서스는 닉스를 꺾고, 닉스의 선수로서 유잉의 경력을 끝났다.

### 최종의 경력 (2000년 ~ 02년)
2000년 ~ 01년 시즌 전에 유잉과 함께 계약 확장에 동의할 수 없던 닉스는 그를 시애틀 슈퍼소닉스로 이적시켰다.  닉스의 팬들은 유잉의 떠남에 관하여 감정을 섞었다.  어떤이들은 뉴욕 닉스에 타이틀을 다시 가져오지 않거나 팬들과 함께 개인적 연결을 제한시킨 사생활의 그의 감각에 그를 용서할 수 없었다.  다른이들은 매디슨 스퀘어 가든으로 가져온 그의 흥분과 프랜차이즈로 가져온 그의 위탁인 그의 상연 윤리에 감사하였다.
그는 슈퍼소닉스의 선수로서 단 하나의 시즌을 활약하고, 올랜도 매직의 백업 선수로서 또 하나의 1년을 보냈다.  

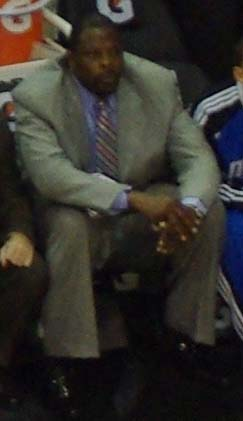
올랜도 매직 수석 코치 시절

## 은퇴 후
2002년 은퇴를 선언한 후, 유잉은 워싱턴 위저즈의 수석 코치가 되었다.  그 후의 수석 코치로서  휴스턴 로키츠 (2003년 ~ 06년), 올랜도 매직 (2007년 ~ 12년), 샬럿 호네츠 (2013년 ~ 17년)에 있다가 2017년부터는 모교인 조지타운 대학교 농구 팀 감독으로 부임하였다.
2003년 2월 28일 매디슨 스퀘어 가든에서 유잉의 등번호 33이 영구 결번되었다.
2008년 네이스미스 농구 명예의 전당에 헌액되었고, 그의 아들 패트릭 유잉 주니어는 현재 캐나디언 엘리트 바스켓볼 리그 오타와 블랙잭스의 코치로 활동하고 있다.